# Sillago aeolus
Sillago aeolus là một loài cá thuộc chi Sillago, họ Cá đục. Loài cá này phân bố từ vùng biển đông châu Phi đến Nhật Bản, sinh sống ở phần lớn bờ biển châu Á và Indonesia.